# Scopas di Siracusa
Scopas di Siracusa (in latino Scopinas Syracusius; Siracusa, 52 a.C. circa – ...) è stato un matematico, e inventore siracusano, specializzato in meccanica e gnomonica.
Viene considerato da Vitruvio nel De architectura l'inventore di un orologio solare detto Plinthium sine lacunar, posizionato nel circo Flaminio e caratterizzato dall'iscrizione Opus Syracusani Scopas. L'orologio non è mai stato ritrovato.
Lo storico Antonio Mongitore attribuisce a Scopas l'opera perduta De rebus mathematicis